# Manuel Bompard

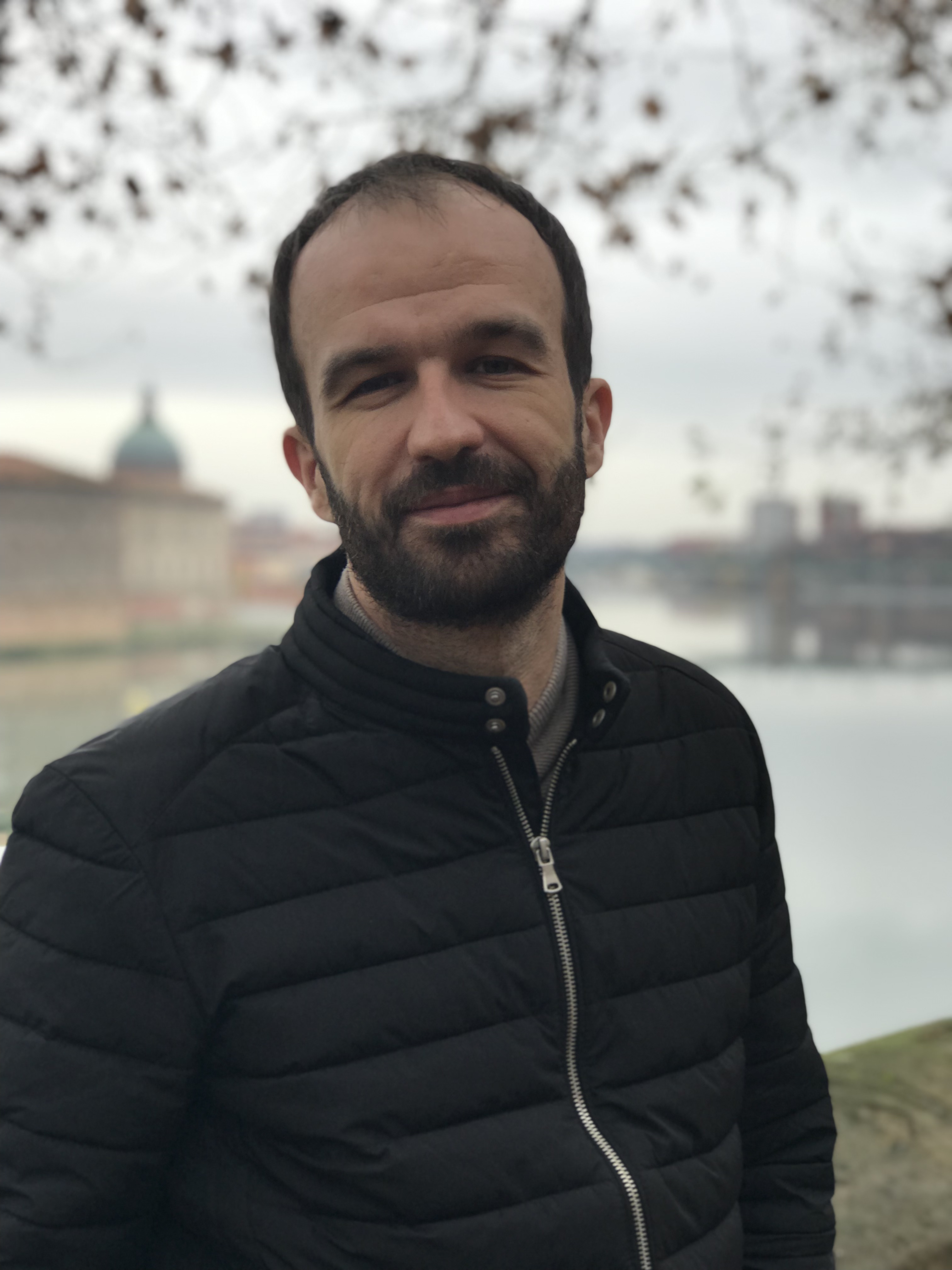
Manuel Bompard (2018)

Manuel Bompard (* 30. März 1986 in Firminy) ist ein französischer Informatiker, Mathematiker und Politiker der Partei La France insoumise (FI). Seit 2022 ist er Abgeordneter der Nationalversammlung. Zuvor war er von 2019 bis 2022 Mitglied des Europäischen Parlaments für die Allianz Maintenant le Peuple in der Konföderalen Fraktion der Vereinten Europäischen Linken/Nordische Grüne Linke.

## Leben

### Ausbildung und Beruf
Manuel Bompard wurde in Firminy, Département Loire geboren und wuchs in Valence im Département Drôme auf, wo er das Baccalauréat ablegte. In Grenoble besuchte er die École nationale supérieure d’informatique et de mathématiques appliquées für Informatik und angewandte Mathematik des Institut polytechnique de Grenoble. 2011 promovierte er mit einer Dissertation in angewandter Mathematik an der Universität Nizza Sophia-Antipolis.
Außerdem war er am Office national d’études et de recherches aérospatiales (ONERA), dem französischen Forschungszentrum für Luft- und Raumfahrt tätig. Seit 2014 arbeitet er für das Aeronautik-Startup Adagos, einem Spin-Off des Institut de mathématiques de Toulouse (IMT), an Modellen für maschinelles Lernen.

### Politik

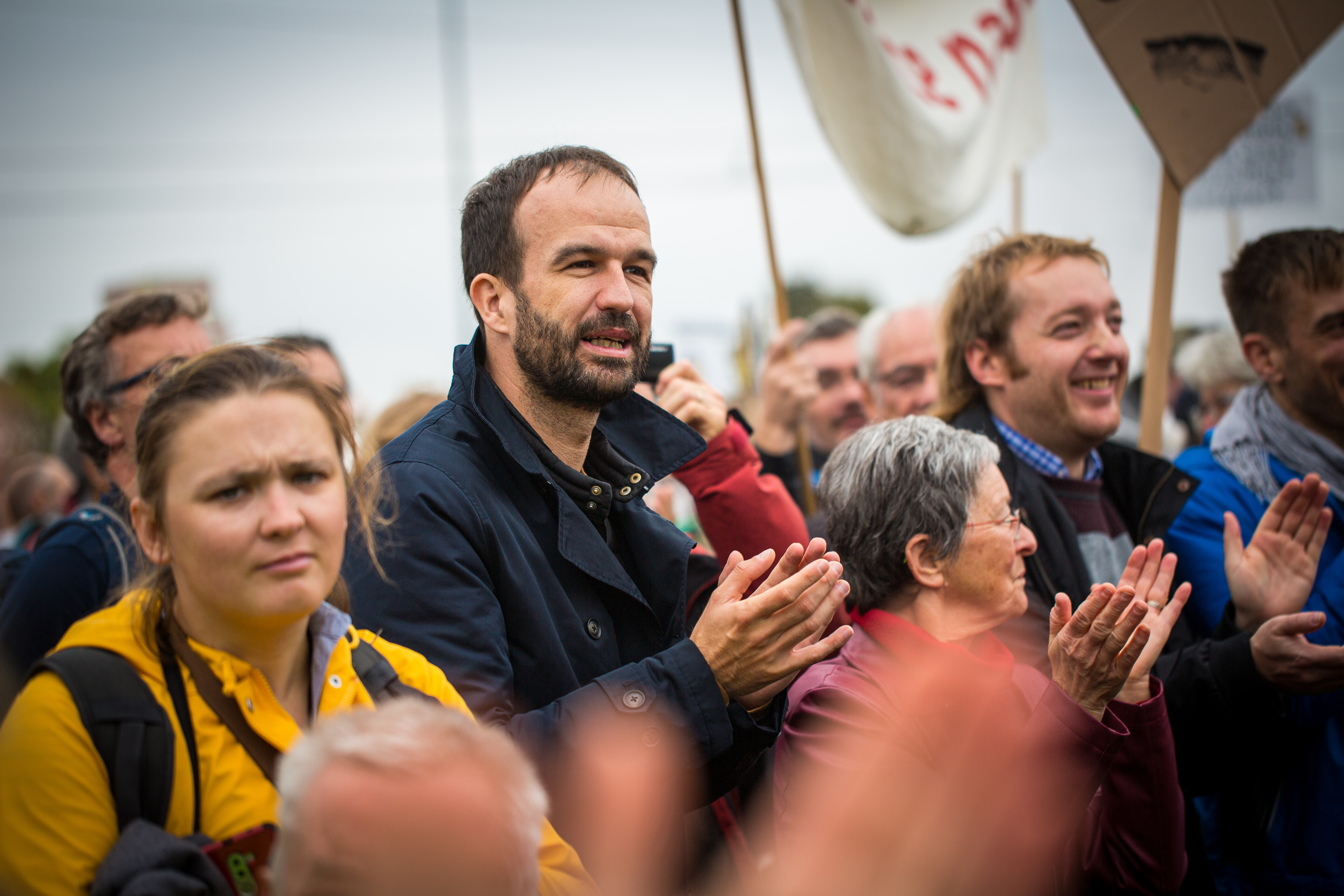
Manuel Bompard (2019)

Sein politisches Engagement begann 2005 im Zuge von Kampagnen zum Vertrag über eine Verfassung für Europa und zum Contrat première embauche. Für die Parti de Gauche bzw. die La France insoumise und deren Parteigründer und Präsidentschaftskandidaten Jean-Luc Mélenchon fungierte Bompard als Kampagnenleiter.
Nach der Europawahl in Frankreich 2019 wurde Bompard in der mit 2. Juli 2019 beginnenden 9. Wahlperiode Abgeordneter des Europäischen Parlamentes und Mitglied im Ausschuss für Industrie, Forschung und Energie (ITRE) sowie stellvertretendes Mitglied im Ausschuss für Landwirtschaft und ländliche Entwicklung (AGRI) für die Allianz Maintenant le Peuple in der Konföderalen Fraktion der Vereinten Europäischen Linken/Nordische Grüne Linke.
Vor der Wahl zum EU-Abgeordneten sagte er gegenüber dem Online-Medium L’Usine digitale, die Netzneutralität und ein Recht auf Breitbandzugang müssten in der Europäischen Grundrechtecharta verankert werden. Er trat außerdem für eine strengere Besteuerung der Digitalkonzerne Google, Apple, Facebook, Amazon und Microsoft (GAFAM) und für staatliche Investitionen in Startups ein.
Bei der Parlamentswahl in Frankreich 2022 wurde er in die Nationalversammlung gewählt. Im Zuge dessen legte er sein Mandat im Europaparlament nieder. Für ihn rückte Marina Mesure ins Europaparlament nach. Am 30. Juni 2024 wurde er bei den vorgezogenen Parlamentswahlen in der ersten Runde wiedergewählt.